# Diocesi di Ji'an
La diocesi di Ji'an (in latino Dioecesis Chinganensis) è una sede della Chiesa cattolica in Cina suffraganea dell'arcidiocesi di Nanchang. Nel 1950 contava 24232 battezzati su 3000000 di abitanti. La sede è vacante.

## Territorio
La diocesi comprende parte della provincia cinese di Jiangxi.
Sede vescovile è la città di Ji'an.

## Storia
Il vicariato apostolico del Kiangsi meridionale fu eretto il 19 agosto 1879, ricavandone il territorio dal vicariato apostolico del Kiangsi, che contestualmente modificò il proprio nome in vicariato apostolico del Kiangsi settentrionale (oggi arcidiocesi di Nanchang).
Il 25 agosto 1920 cedette una porzione di territorio a vantaggio dell'erezione del vicariato apostolico di Kanchow (oggi diocesi di Ganzhou). Contestualmente incorporò due prefetture civili che erano appartenute al vicariato apostolico del Kiangsi settentrionale e assunse il nome di vicariato apostolico di Jing'an (King-gan).
Il 3 dicembre 1924 cambiò ancora nome in vicariato apostolico di Ji'anfu.
L'11 aprile 1946 il vicariato apostolico è stato elevato a diocesi con la bolla Quotidie Nos di papa Pio XII.

## Cronotassi dei vescovi
Si omettono i periodi di sede vacante non superiori ai 2 anni o non storicamente accertati.
- Adrien-François Rouger, C.M. † (19 agosto 1879 - 31 marzo 1887 deceduto)
- Jules-Auguste Coqset, C.M. † (29 giugno 1887 - 3 maggio 1907 nominato vicario apostolico del Ce-li sud-occidentale)
- Nicola Ciceri, C.M. † (3 luglio 1907 - 15 ottobre 1931 ritirato)
- Gaetano Mignani, C.M. † (15 ottobre 1931 succeduto - 29 gennaio 1973 deceduto)
  - Sede vacante

## Statistiche
La diocesi nel 1950 su una popolazione di 3.000.000 di persone contava 24.232 battezzati, corrispondenti allo 0,8% del totale.
| anno | popolazione | popolazione | popolazione | presbiteri | presbiteri | presbiteri | presbiteri                | diaconi | religiosi | religiosi | parrocchie |
| anno | battezzati  | totale      | %           | numero     | secolari   | regolari   | battezzati per presbitero | diaconi | uomini    | donne     | parrocchie |
| ---- | ----------- | ----------- | ----------- | ---------- | ---------- | ---------- | ------------------------- | ------- | --------- | --------- | ---------- |
| 1950 | 24.232      | 3.000.000   | 0,8         | 8          | 8          |            | 3.029                     |         | 34        | 20        | 17         |